# Bacigalupo

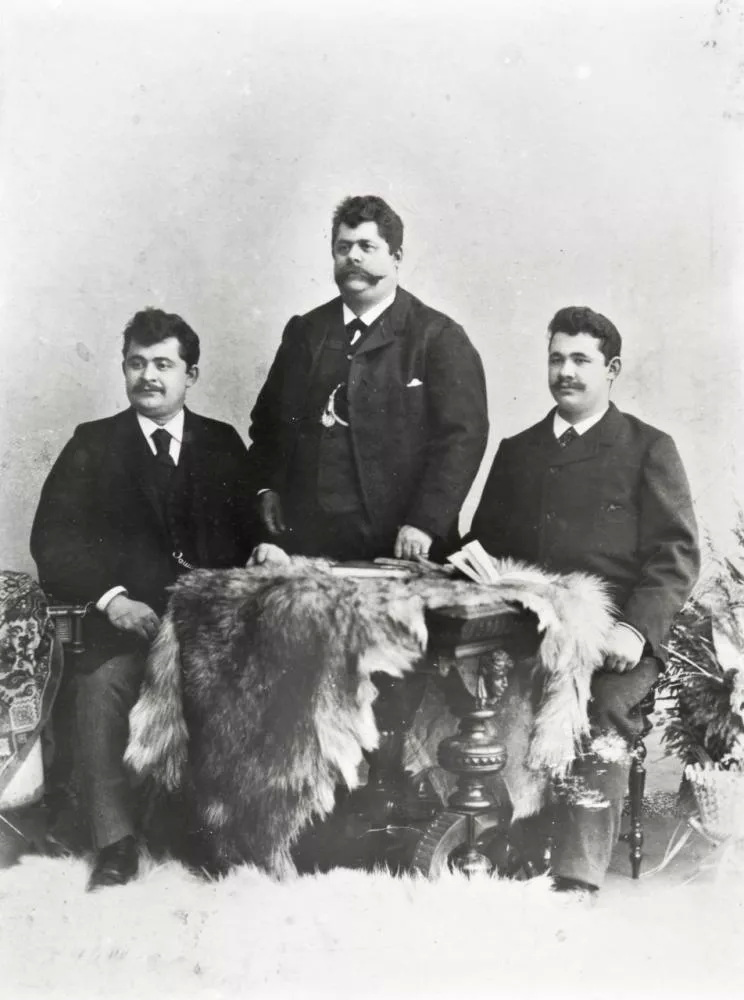
Giovanni Battista Bacigalupo mit seinen Söhnen Luigi und Giuseppe (um 1900)

Bacigalupo war eine Familiendynastie von Drehorgelbauern in Berlin. Mit dem Namen verbindet man die inzwischen wertvollen alten Drehorgeln, die von unterschiedlichen Mitgliedern der Familie Bacigalupo und weiteren Mitarbeitern im Zeitraum von 1879 bis 1975 in Berlin gebaut wurden.

## Firmen

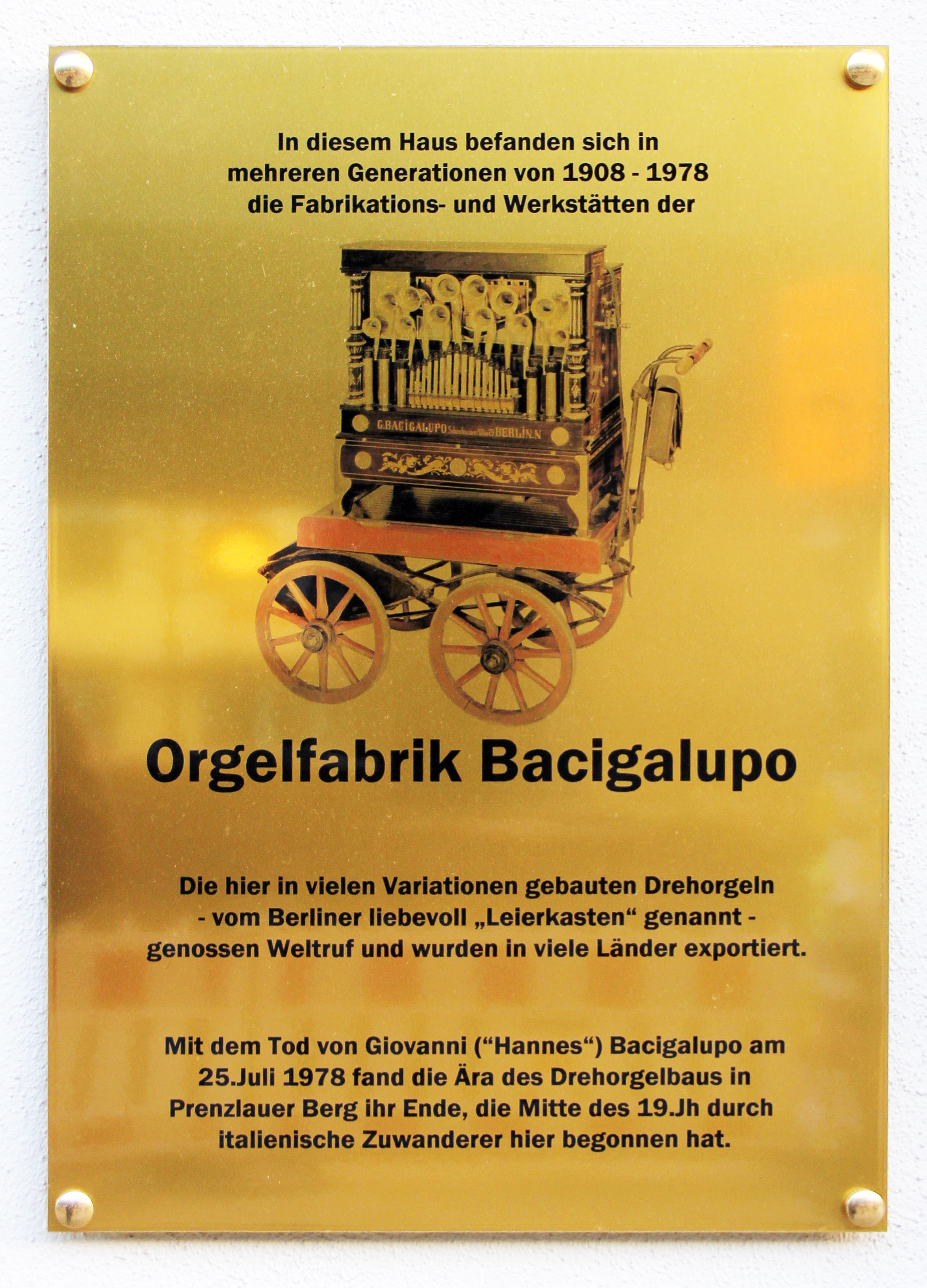
Gedenktafel am Haus Schönhauser Allee 74a in Berlin-Prenzlauer Berg

Im Zeitraum von 1879 bis 1975 gab es in Berlin mehrere Werkstätten, in denen mindestens ein Familienmitglied Drehorgeln mitbaute. Giovanni Battista Bacigalupo (* 4. Dezember 1847 in Modena Italien; † 1914 in Berlin) gilt als der Begründer der Familiendynastie im Drehorgelbau und kam 1873 nach Berlin. 
Als etwa Zehnjähriger hat Giovanni Battista Bacigalupo bei Ludovico Gavioli in Paris das Handwerk des mechanischen Orgelbaus erlernt. Gavioli, gegründet 1806 in Italien, war bevor das Unternehmen 1845 nach Paris ging, in Modena ansässig, dem Geburtsort von Giovanni Battista. Von Paris aus ging Giovanni Battista nach London. Hier arbeitete er in der Werkstatt „Chiappa & Son“. Giuseppe Chiappa, hatte ebenfalls bei Gavioli gelernt und sich 1864 in London selbstständig gemacht. Bacigalupos nächste Wirkungsstätte war 1867 in Hamburg. Hier reparierte er Musikinstrumente und Drehorgeln. Nach Hamburg zog es Giovanni Battista Bacigalupo 1873 nach Berlin, wo er weiter an Musikinstrumenten arbeitete.
Mit dem Landsmann Chiaro Frati gründete er 1879 das Unternehmen „Frati & Co.“, das mechanisch-pneumatische Musikwerke in der Buchholzer Straße 1 herstellte. 1884 wurde das Unternehmen zur Schönhauser Allee 73 verlegt. Chiaro Frati ging 1890 zurück nach Italien und verkaufte seine Geschäftsanteile am Unternehmen „Frati & Co.“ an Julius Jacobi.
Giovanni Battista Bacigalupo gründete daraufhin mit dem Orgelbauer Giuseppe Cocchi und dem Gastwirt Atonio Graffigna 1891 das Orgelbauunternehmen „Cocchi Bacigalupo & Graffigna“ in der Schönhauser Allee 78 (später Schönhauser Allee 79). Unternehmensgegenstand war die Herstellung von Drehorgeln und anderen mechanischen und elektrischen Musikwerken. Cocchi hatte zuvor bereits bei dem Unternehmen Frati & Co. an der Schönhauser Allee 73 gearbeitet. 1903 wurde das Unternehmen Cocchi Bacigalupo & Graffigna aufgelöst. Giovanni Battista Bacigalupo gründete mit seinen Söhnen Luigi Marco (* 1872; † 1959) und Giuseppe Carlo Luigi (* 1875; † 1921) im gleichen Jahr an der vorherigen Betriebsstätte das Unternehmen Bacigalupo & Co. Die Brüder Luigi Marco (genannt Louis) und Giuseppe Carlo Luigi trennten sich 1905. Giuseppe Carlo Luigi Bacigalupo, Giovanni junior (* 1896; † 1934) und der Schwiegersohn Luigi (* 1895; † 1967) führten bis 1967 die Drehorgelfabrikation an der Schönhauser Allee 79 fort.
Luigi Marco (* 1872; † 1959) und der dritte Bruder Giacomo Giovanni Bacigalupo (* 1889; † 1978) zogen mit ihrem Unternehmen nach Moabit. 1907 wanderte Luigi Marco nach Amerika aus und überließ seinem Bruder Giacomo Giovanni seine Anteile am Unternehmen.
Giacomo Giovanni Bacigalupo (* 1889; † 25. Juli 1978), der jüngste Sohn von Giovanni Battista, der auch Hannes genannt wurde, gründete 1910 in der Schönhauser Allee 74 a eine weitere Orgelwerkstatt. Mit seinem Tod am 1978 endete die Ära des Orgelbaus der Familie Gacigalupo.
Zu der Drehorgel gehörte die bestiftete Walze als Träger der Musik. Um 1920 hat die Firma Bacigalupo Söhne in einem geringen Umfang größere Straßendrehorgeln mit Lochbändern gefertigt. In der fast hundertjährigen Geschichte dominierten diese Orgeln, und so nannte man eine Bacigalupodrehorgel einfach eine Bacigalupo bzw. eine Baci.
In folgenden Unternehmen waren ein oder mehrere Personen namens Bacigalupo vertreten:
- Frati & Co (Co = Giovanni Battista Bacigalupo)
- Cocchi Bacigalupo & Graffigna (1891 bis 1903)
- Bacigalupo & Co. (1903 bis 1967)
- Orgelfabrik Inh. G. Bacigalupo (1910 bis 1975)[7]
- L. Bacigalupo

## Drehorgelspieler
In der Regel fertigten die Drehorgelbauer Instrumente für Straßenmusikanten, die mit ihren Drehorgeln über die Hinterhöfe von Berlin zogen, um so ihr Geld zu verdienen. Auch die Bacigalupos stellten ihre Instrumente überwiegend für diesen Personenkreis her. Da die Walzendrehorgel nur acht unterschiedliche Lieder spielen konnte, wurden diese gelegentlich für wenig Geld ausgetauscht und durch neue aktuelle Musik ersetzt.

## Galerie

Historische Drehorgel von L. Bacigalupo
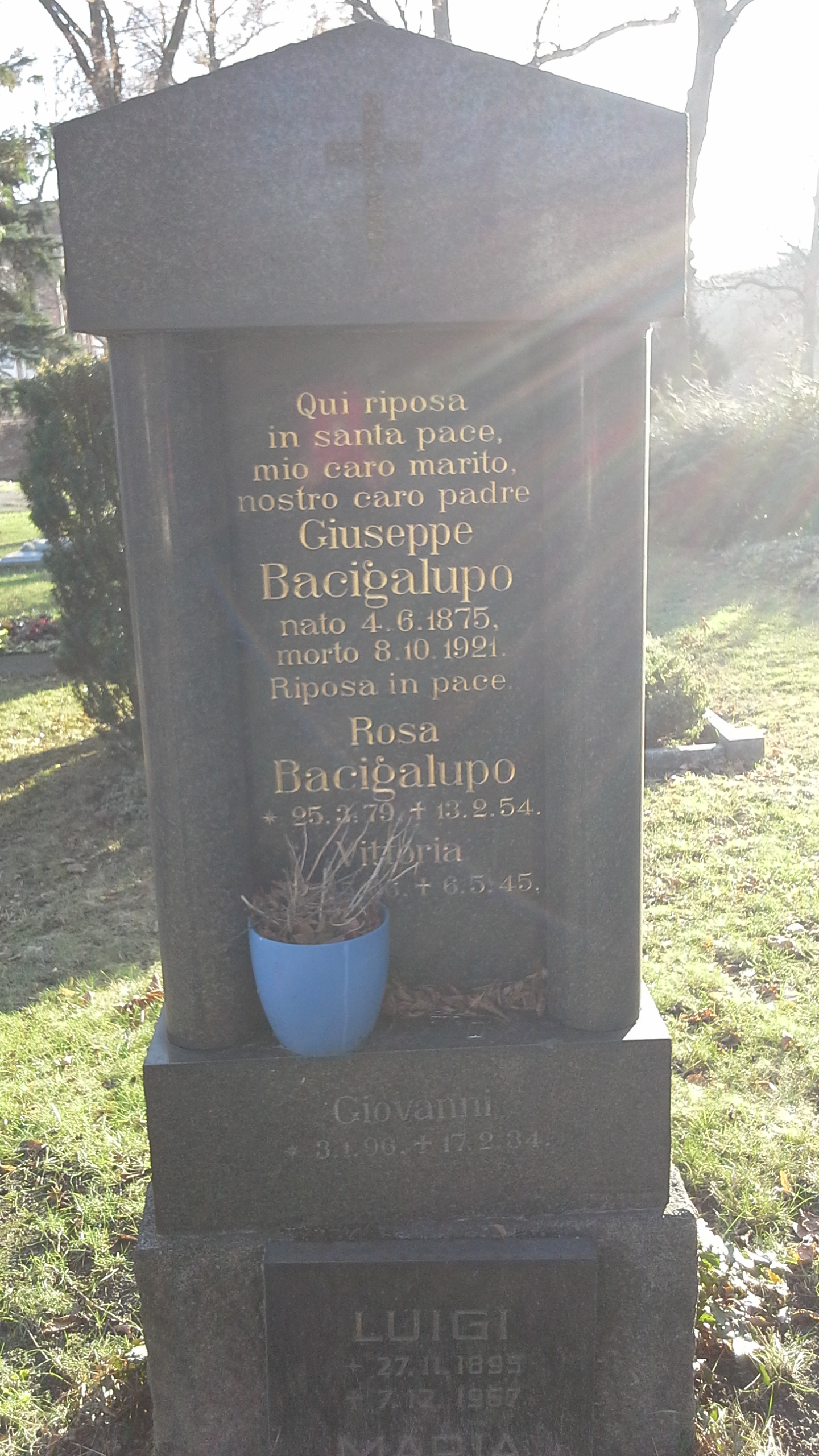
Grab Giuseppe Bacigalupos auf dem St. Hedwig-Friedhof II in Berlin-Weißensee

## Trivia

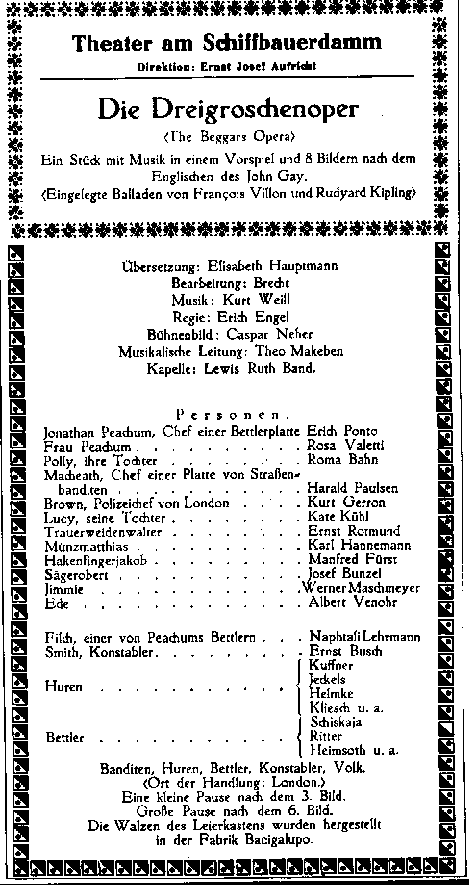
Walzen von Bacigalupo mit der Musik von Kurt Weill im Einsatz bei der Uraufführung der Dreigroschenoper 1928

Giovanni Bacigalupo fertigte im Auftrag von Kurt Weill und Bertolt Brecht für die Uraufführung der Dreigroschenoper eine Drehorgel mit drei Stiftwalzen für 23 Stücke. Die originale Drehorgel von damals befand sich ein Jahr lang in Seewen in der Schweiz im Museum für Musikautomaten in einer Sonderausstellung zur Geschichte und Geschichten rund um Dreh- und Jahrmarktsorgeln.
Der Fernsehmoderator Peter Lustig, Hauptdarsteller der ZDF-Kindersendung Löwenzahn, singt am Ende der Folge Der Unkrautgärtner zu den Klängen einer Drehorgel („Violino-Pan“) von Cocchi Bacigalupo & Graffigna (Berlin, Schönhauser Allee 78) das Lied von der Spitzmaus Adelheid.